# Batman: Arkham Shadow
Batman: Arkham Shadow é um jogo eletrônico do gênero ação-aventura desenvolvido pela Camouflaj e publicado pela Oculus Studios. O segundo jogo de realidade virtual da série Batman: Arkham, depois de Batman: Arkham VR e uma sequência de Batman: Arkham Origins (2013), Shadow foi lançado para Meta Quest 3 e Meta Quest 3S em 21 de outubro de 2024, com avaliações amplamente positivas dos jogadores.

## Jogabilidade
Batman: Arkham Shadow é um jogo eletrônico de ação-aventura jogado em uma perspectiva de primeira pessoa. No jogo, o jogador assume o controle de Batman, que deve impedir um novo vilão chamado Rei Rato de espalhar o caos na cidade. O combate rítmico e livre dos jogos anteriores voltou em Shadow, permitindo que Batman ataque, atordoe e contra-ataque. A combinação dessas três habilidades principais pode manter Batman atacando enquanto se move entre os inimigos e evita ser atacado. As seções de predador furtivo também voltaram. Batman pode ativar a Visão de Detetive para identificar os locais e os padrões de patrulha de todos os inimigos em uma área, e táticas furtivas, como abates silenciosos, abates invertidos e esconder-se em grades, podem ser usadas contra inimigos armados. Ele também tem um extenso arsenal de ferramentas, como bombas de fumaça e batarangues para auxiliar no combate.
A estrutura do jogo é similar à de Batman: Arkham Asylum (2009), no qual Batman explora uma série de espaços grandes, porém confinados. Batman pode planar de alturas usando sua capa e usar sua arma de gancho para escalar em saliências mais altas. À medida que os jogadores progridem, eles ganharão novos dispositivos e ferramentas, permitindo-lhes abrir novos caminhos para alcançar áreas antes inacessíveis.

## Sinopse
Ambientado entre os eventos de Batman: Arkham Origins (2013) e Batman: Arkham Asylum (2009), o jogo segue um jovem, porém confiante Batman (Roger Craig Smith) que deve impedir o Rei Rato de executar funcionários públicos, como o promotor público Harvey Dent (Troy Baker) e o comissário de polícia Jim Gordon (Mark Rolston), e desencadear o caos em Gotham City no dia 4 de julho. Vários personagens de apoio, incluindo Otis Flannagan/o Caça-Ratos (Khary Payton), Dra. Harleen Quinzel (Tara Strong), Lyle Bolton (Earl Baylon), Barbara Gordon (Chelsea Kane) e Alfred Pennyworth (Martin Jarvis), também aparecerão no jogo.

## Desenvolvimento
Camouflaj, desenvolvedora de Iron Man VR (2020), liderou o desenvolvimento do jogo. Após o lançamento de Iron Man VR em 2020, a Meta Platforms contatou Camouflaj para o desenvolvimento de um novo projeto com orçamento e escopo maiores. Camouflaj então começou a promover a ideia de um jogo do Batman para a Warner Bros. e a DC Comics por seis meses, convencendo-as a dar sinal verde para o projeto após demonstrar dois protótipos de jogabilidade que mostravam o combate e a transversalidade do jogo. O desenvolvimento do jogo durou cerca de quatro anos. Vários funcionários da Rocksteady Studios, criadora original da franquia, também se juntaram ao estúdio para ajudar a equipe. Camouflaj anunciou Arkham Shadow como seu maior jogo até o momento, com sua duração total entre a de Iron Man VR e Arkham Asylum.
A equipe escolheu o Rei Rato como vilão porque queria um antagonista com o qual os fãs da franquia não estavam familiarizados. A equipe queria aproveitar a oportunidade para criar uma história original sem ser limitada pelos eventos do Arkhamverso. O personagem é diferente do Caça-Ratos, embora a equipe tenha afirmado que ele terá um papel importante no jogo. Inspirada em Half Life: Alyx (2020), a equipe se esforçou para garantir que a transição entre a gameplay e as cutscenes fosse perfeita. Aprendendo com o feedback dos jogadores sobre o Iron Man VR, a equipe investiu tempo para garantir que os encontros de combate tivessem um ritmo melhor para que os jogadores não se cansassem facilmente. Para o combate, a equipe tentou recriar o sistema de combate fluido dos jogos anteriores do Batman ao implementar controles baseados em gestos, pegando inspirações de Beat Saber (2019) e Superhot VR (2016). Arkham Asylum também serviu como uma inspiração importante para a equipe, influenciando a estrutura, o combate e o escopo geral de Shadow.
Arkham Shadow foi anunciado oficialmente em maio de 2024. A editora Oculus Studios lançou o jogo para Meta Quest 3 e Meta Quest 3S em outubro de 2024, e ele será incluído gratuitamente nas compras de novos headsets até 30 de abril de 2025.

## Ligaçõs externas
- Sítio oficial